# Epica (album)
Epica este cel de-al șaselea album de studio lansat de formația americană Kamelot pe 3 martie, 2003, prin Noise Records. Acest album, împreună cu continuarea sa, The Black Halo (2005), este o operă rock inspirat din povestea lui Goethe, Faust. Epica spune partea întâi a poveștii, iar The Black Halo spune partea a doua. (Faust are 2 părți). Cele mai multe versuri au fost scrise înainte ca melodiile să fie compuse.

## Listă melodii
Toate melodiile sunt scrise de Roy Khan și de Thomas Youngblood.
| Nr.            | Titlu                                         | Durată |
| -------------- | --------------------------------------------- | ------ |
| 1.             | "Prologue" (instrumental)                     | 1:07   |
| 2.             | "Center of the Universe" (cu Mari Youngblood) | 5:27   |
| 3.             | "Farewell"                                    | 3:43   |
| 4.             | "Interlude I: Opiate Soul"                    | 1:09   |
| 5.             | "The Edge of Paradise"                        | 4:09   |
| 6.             | "Wander"                                      | 4:24   |
| 7.             | "Interlude II: Omen" (instrumental)           | 0:40   |
| 8.             | "Descent of the Archangel"                    | 4:35   |
| 9.             | "Interlude III: At the Banquet"               | 0:30   |
| 10.            | "A Feast for the Vain"                        | 3:57   |
| 11.            | "On the Coldest Winter Night"                 | 4:09   |
| 12.            | "Lost and Damned"                             | 4:58   |
| 13.            | "Helena's Theme" (cu Mari Youngblood)         | 1:51   |
| 14.            | "Interlude IV: Dawn"                          | 0:27   |
| 15.            | "The Mourning After (Carry On)"               | 4:59   |
| 16.            | "III Ways to Epica" (cu Mari Youngblood)      | 6:16   |
| Durată totală: | Durată totală:                                | 52:12  |

## Personal

### Membrii formației
- Roy Khan – vocalist
- Thomas Youngblood – chitară, voce de fundal
- Glenn Barry – chitară bas
- Casey Grillo – baterie

### Invitați
- Voce feminină – Mari Youngblood (melodiile 2, 13, 16)
- Clape si aranjamente orchestrale – Miro
- Chitare suplimentare – Sascha Paeth
- Solo de chitara pe "Descent of the Archangel" – Luca Turilli
- Clape – Günter Werno și Jan P. Ringvold
- Cor – Robert Hunecke-Rizzo, Cinzia Rizzo, Annie și Herbie Langhans
- Bandoneón pe "Lost & Damned" – Fabricio Alejandro
- Orchestra Rodenberg
- Bas acustic pe "On the Coldest Winter Night" – Olaf Reitmeier
- Djembe pe "On the Coldest Winter Night" – Robert Hunecke-Rizzo
- Maestrul de ceremonii pe "At the Banquet" și spiritul râului pe "Helena's Theme" – John Wilton
- D-bass pe "On the Coldest Winter Night" – Andre Neygenfind